# Маріо Фішер
Маріо Фішер (нім. Mario Fischer, нар. 5 травня 1989, Відень) — австрійський хокеїст, нападник клубу Австрійської хокейної ліги «Відень Кепіталс». Гравець збірної команди Австрії.

## Ігрова кар'єра
Професійну хокейну кар'єру розпочав 2005 року виступами за юніорську команду з Фінляндії «Лукко». У системі цього фінського клубу Маріо пройшов шлях від юнацької до молодіжної команди, після чого провів 10 матчів у складі іншого фінського клубу СаПКо. У тому ж сезоні Фішер повернувся на батьківщину, де продовжив виступати за молодіжну команду «Ред Булл» (Зальцбург). Згодом відіграв кілька матчів за другу команду та дебютував у першій. Загалом у складі «Ред Буллу» Маріо провів три сезони. 
26 квітня 2011 Маріо підписав контракт з клубом Австрійської хокейної ліги «Відень Кепіталс», кольори якого наразі і продожує захищати.
У складі національної збірної Австрії брав участь у чемпіонаті світу 2015 року. Також брав участь у відбірному циклі до Зимових Олімпійських ігор 2018, збірна Австрії не пройшла кваліфікацію.

## Нагороди та досягнення
- Чемпіон Австрії в складі «Ред Булл» (Зальцбург) — 2010, 2011.
- Чемпіон Австрії в складі «Відень Кепіталс» — 2017.

## Статистика
| Сезон                  | Клуб                     | Ліга                   | Регулярний сезон | Регулярний сезон | Регулярний сезон | Регулярний сезон | Регулярний сезон | Плей-оф | Плей-оф | Плей-оф | Плей-оф | Плей-оф |
| Сезон                  | Клуб                     | Ліга                   | І                | Г                | П                | О                | ШХ               | І       | Г       | П       | О       | ШХ      |
| ---------------------- | ------------------------ | ---------------------- | ---------------- | ---------------- | ---------------- | ---------------- | ---------------- | ------- | ------- | ------- | ------- | ------- |
| 2003/04                | Вінер U20                | Австрія U20            | 9                | 1                | 0                | 1                | 6                | –       | –       | –       | –       | –       |
| 2004/05                | Лукко U16                | Юн. СМ-серія           | 20               | 5                | 8                | 13               | 71               | 5       | 2       | 3       | 5       | 2       |
| 2005/06                | Вінер                    | Національна ліга       | 2                | 0                | 0                | 0                | 4                | –       | –       | –       | –       | –       |
| 2005/06                | Лукко U18                | Юн. СМ-серія           | 35               | 9                | 9                | 18               | 60               | –       | –       | –       | –       | –       |
| 2005/06                | Лукко U18                | Юн. СМ-серія           | 6                | 1                | 0                | 1                | 18               | –       | –       | –       | –       | –       |
| 2006/07                | Лукко U18                | Юн. СМ-серія           | 1                | 1                | 0                | 1                | 0                | –       | –       | –       | –       | –       |
| 2006/07                | Лукко U20                | Юн. СМ-серія           | 38               | 2                | 10               | 12               | 61               | –       | –       | –       | –       | –       |
| 2007/08                | Лукко U20                | Юн. СМ-серія           | 36               | 4                | 19               | 23               | 69               | 2       | 0       | 2       | 2       | 2       |
| 2008/09                | СаПКо                    | Местіс                 | 10               | 1                | 3                | 4                | 27               | –       | –       | –       | –       | –       |
| 2008/09                | Ред Булл (Зальцбург) U20 | Австрія U20            | 0                | 0                | 0                | 0                | 0                | 1       | 0       | 2       | 2       | 2       |
| 2008/09                | Ред Булл (Зальцбург) II  | Національна ліга       | 15               | 4                | 7                | 11               | 73               | 2       | 0       | 2       | 2       | 2       |
| 2008/09                | Ред Булл (Зальцбург)     | EBEL                   | 25               | 2                | 0                | 2                | 2                | 14      | 0       | 0       | 0       | 6       |
| 2009/10                | Ред Булл (Зальцбург) II  | Національна ліга       | 8                | 3                | 1                | 4                | 4                | –       | –       | –       | –       | –       |
| 2009/10                | Ред Булл (Зальцбург)     | EBEL                   | 47               | 1                | 4                | 5                | 22               | 17      | 0       | 0       | 0       | 4       |
| 2010/11                | Ред Булл (Зальцбург) II  | Національна ліга       | 10               | 1                | 3                | 4                | 4                | –       | –       | –       | –       | –       |
| 2010/11                | Ред Булл (Зальцбург)     | EBEL                   | 36               | 0                | 5                | 5                | 39               | –       | –       | –       | –       | –       |
| 2011/12                | Відень Кепіталс          | EBEL                   | 48               | 4                | 4                | 8                | 32               | 7       | 0       | 1       | 1       | 4       |
| 2012/13                | Відень Кепіталс          | EBEL                   | 12               | 0                | 0                | 0                | 0                | 4       | 0       | 0       | 0       | 2       |
| 2013/14                | Відень Кепіталс          | EBEL                   | 52               | 2                | 5                | 7                | 22               | 5       | 1       | 0       | 1       | 0       |
| 2014/15                | Відень Кепіталс          | EBEL                   | 54               | 5                | 6                | 11               | 24               | 15      | 0       | 1       | 1       | 6       |
| 2015/16                | Відень Кепіталс          | EBEL                   | 54               | 8                | 9                | 17               | 41               | 5       | 1       | 1       | 2       | 6       |
| 2016/17                | Відень Кепіталс          | EBEL                   | 41               | 5                | 8                | 13               | 16               | 3       | 0       | 1       | 1       | 0       |
| 2017/18                | Відень Кепіталс          | EBEL                   | 53               | 6                | 9                | 15               | 24               | 11      | 1       | 1       | 2       | 0       |
| 2018/19                | Відень Кепіталс          | EBEL                   | 50               | 1                | 13               | 14               | 24               | 18      | 0       | 8       | 8       | 17      |
| 2018/19                | Відень Кепіталс II       | Ерсте ліга             | 1                | 0                | 0                | 0                | 0                | –       | –       | –       | –       | –       |
| 2019/20                | Відень Кепіталс          | EBEL                   | 48               | 1                | 9                | 10               | 24               | 3       | 0       | 0       | 0       | 0       |
| 2020/21                | Відень Кепіталс          | ICEHL                  | 47               | 5                | 9                | 14               | 42               | 8       | 0       | 0       | 0       | 27      |
| Національна ліга разом | Національна ліга разом   | Національна ліга разом | 35               | 8                | 11               | 19               | 85               | 2       | 0       | 2       | 2       | 2       |
| Австрія разом          | Австрія разом            | Австрія разом          | 567              | 40               | 81               | 121              | 312              | 110     | 3       | 13      | 16      | 72      |
| СМ-ліга разом          | СМ-ліга разом            | СМ-ліга разом          | 80               | 7                | 29               | 36               | 148              | 2       | 0       | 2       | 2       | 2       |